# Carly Rae Jepsen
Carly Rae Jepsen (Mission (Brits-Columbia), 21 november 1985) is een Canadese zangeres.

## Carrière
In 2007 behaalde Jepsen de derde plaats tijdens het vijfde seizoen van Canadian Idol. In september 2008 bracht ze haar debuutalbum Tug of war uit. Wereldwijde bekendheid kreeg ze pas in 2012 met haar single Call me maybe. Dit nummer bereikte in diverse landen de eerste plaats in de hitlijsten, waaronder in Canada, Australië, Nieuw-Zeeland, het Verenigd Koninkrijk, Ierland en Frankrijk. In de Nederlandse Top 40 bleef Jepsen steken op nummer 2, maar scoorde ze er wel de grootste hit van 2012 mee.
Met de single Good time, een duet met Owl City, scoorde Jepsen later in 2012 opnieuw een hit. In 2013 won ze bij de Franse NRJ Music Awards een prijs voor meest veelbelovende internationale artieste. Het succes van Call me maybe wist ze echter niet meer te evenaren.

## Privé
Jepsen is verloofd.

## Discografie

### Albums
| Album met eventuele hitnotering(en) in de Nederlandse Album Top 100 | Datum van verschijnen | Datum van binnenkomst | Hoogste positie | Aantal weken | Opmerkingen |
| ------------------------------------------------------------------- | --------------------- | --------------------- | --------------- | ------------ | ----------- |
| Kiss                                                                | 14-09-2012            | 22-09-2012            | 47              | 3            |             |
| Emotion                                                             | 24-06-2015            | 26-09-2015            | 68              | 1            |             |

| Album met hitnotering(en) in de Vlaamse Ultratop 200 albums | Datum van verschijnen | Datum van binnenkomst | Hoogste positie | Aantal weken | Opmerkingen |
| ----------------------------------------------------------- | --------------------- | --------------------- | --------------- | ------------ | ----------- |
| Kiss                                                        | 2012                  | 22-09-2012            | 15              | 26           |             |
| Emotion                                                     | 2015                  | 26-09-2015            | 59              | 3            |             |

### Singles
| Single met eventuele hitnotering(en) in de Nederlandse Top 40 | Datum van verschijnen | Datum van binnenkomst | Hoogste positie | Aantal weken | Opmerkingen                                                      |
| ------------------------------------------------------------- | --------------------- | --------------------- | --------------- | ------------ | ---------------------------------------------------------------- |
| Call me maybe                                                 | 20-02-2012            | 24-03-2012            | 2               | 29           | Nr. 2 in de Single Top 100 / Alarmschijf / Hit van het jaar 2012 |
| Good time                                                     | 26-06-2012            | 28-07-2012            | 7               | 20           | met Owl City / Nr. 15 in de Single Top 100 / Alarmschijf         |
| This kiss                                                     | 10-09-2012            | 08-12-2012            | 28              | 4            | Nr. 58 in de Single Top 100 / Alarmschijf                        |
| Tonight I'm getting over you                                  | 21-01-2013            | 23-03-2013            | 29              | 3            | Nr. 44 in de Single Top 100 / Alarmschijf                        |
| I really like you                                             | 02-03-2015            | 28-03-2015            | 13              | 11           | Nr. 16 in de Single Top 100                                      |
| Last Christmas                                                | 20-11-2015            | -                     |                 |              | Nr. 100 in de Single Top 100                                     |

| Single met hitnotering(en) in de Vlaamse Ultratop 50 | Datum van verschijnen | Datum van binnenkomst | Hoogste positie | Aantal weken | Opmerkingen                               |
| ---------------------------------------------------- | --------------------- | --------------------- | --------------- | ------------ | ----------------------------------------- |
| Call me maybe                                        | 2012                  | 17-03-2012            | 2               | 36           | Nr. 2 in de Radio 2 Top 30 / Platina      |
| Good time                                            | 2012                  | 04-08-2012            | 6               | 16           | met Owl City / Nr. 3 in de Radio 2 Top 30 |
| This kiss                                            | 2012                  | 10-11-2012            | tip1            | -            | Nr. 22 in de Radio 2 Top 30               |
| Tonight I'm getting over you                         | 2013                  | 02-03-2013            | tip6            | -            |                                           |
| I really like you                                    | 2015                  | 25-04-2015            | 43              | 2            |                                           |
| Last Christmas                                       | 2015                  | 26-12-2015            | tip21           | -            |                                           |
| Cut to the feeling                                   | 2017                  | 24-06-2017            | tip             | -            |                                           |

### NPO Radio 2 Top 2000
| Nummer met noteringen in de NPO Radio 2 Top 2000 | '12 | '13  |
| ------------------------------------------------ | --- | ---- |
| Call Me Maybe                                    | 584 | 1756 |

1. ↑  Een vetgedrukt getal geeft de hoogste notering aan.
2. ↑  2012 was het eerste jaar met een notering voor dit nummer.
3. ↑  Deze tabel is bijgewerkt tot en met de laatste editie (2024).

### Samenwerkingen
- Jepsen heeft ook samen met Josh Ramsay het nummer Sour Candy uitgebracht. Die stond in de top 100 van Amerika.
- Jepsen heeft ook samen met Owl City het nummer Good Time uitgebracht.
- Met Justin Bieber bracht ze het nummer Beautiful uit.